# Paramythiidae
Los paramitíidos (Paramythiidae) son una familia de aves paseriformes muy pequeña, cuyos miembros están confinados en los bosques de montaña de Nueva Guinea. Contiene únicamente dos especies:
- Oreocharis arfaki - picabayas de las Arfak;
- Paramythia montium - picabayas crestado.

Éstas son aves coloridas de tamaño medio que se alimentan de frutos y de algunos insectos.
Estas especies antes se incluyeron en la familia Dicaeidae, pero los estudios de hibridación ADN-ADN mostraron que están relacionadas entre sí pero no con los picaflores.